# Jean-Baptiste Dominique Rusca
Jean-Baptiste Dominique Rusca, né le 27 novembre 1759 à La Brigue et mort le 14 février 1814 à Soissons (Aisne), est un général français de la Révolution et de l’Empire.

## Biographie

### Du médecin au chef de bataillon
Il fait de bonnes études [Lesquelles ?] et exerce la médecine dans le comté de Nice. Lorsque la Révolution française éclate, Rusca en adopte les principes, se met en relation avec les Jacobins de Nice, est banni de son pays et a ses biens confisqués. Venu en France, il se retire au quartier général de l'armée du siège de Toulon, et exerce sa profession de médecin dans les hôpitaux militaires. Nommé chef de bataillon au 6e bataillon de sapeurs le 1er mai 1793, puis adjudant-général chef de bataillon le 13 décembre 1793, il suit l'armée de Dumerbion qui envahit l'État de Gênes et menace l'Italie. Il guide l'armée dans le comté de Nice, chasse les Piémontais du col de Fouvelus, et concourt à réduire la forteresse de Saorge le 29 avril 1794, que le général André Masséna attaque à la tête des grenadiers. Il combat seul dans la ville de Bore contre trois dragons autrichiens ; il en tue un et fait les deux autres prisonniers. Le département des Alpes-Maritimes, en reconnaissance de cette action, lui décerne un sabre au mois de thermidor an II.

### À l'armée d'Italie
L'invasion de l'Italie ne pouvant avoir lieu, Rusca passe à l'armée des Pyrénées orientales commandée par Pérignon, ensuite par Schérer, est fait adjudant-général chef de brigade le 13 juin 1795, et le lendemain se distingue à l'affaire de Crospia où, commandant une petite colonne de chasseurs, il s'empare de trente paires d'épaulettes d'officiers espagnols. La paix avec l'Espagne le ramène, toujours sous les ordres de Schérer, sur le territoire piémontais.
Le 22 novembre 1795, les représentants du peuple le nomment général de brigade, nomination qui est confirmée le 24 décembre 1795. Sa conduite devant Loano les 23 et 24 novembre 1795, où il enlève avec beaucoup d'ardeur et de courage plusieurs camps retranchés, est exemplaire. À Dego, les 14 et 15 avril 1796, il fait 100 prisonniers, prend deux pièces de canon et s'empare des hauteurs de San Giovanni. Le 7 mai 1796, il attaque avec succès le camp retranché de Ceva, et le 10 mai, à Lodi, il décide peut-être de la victoire en se jetant sur une colonne autrichienne qui menace la position. Le gouvernement lui écrit deux lettres de félicitations à propos de sa conduite à San Giovanni et à Lodi. Chargé de garder Salò, il défend cette place avec vigueur et y est dangereusement blessé de deux coups de feu à la cuisse gauche le 31 juillet de la même année.

### Campagnes à Naples
Il passe à l'armée de Rome le 11 avril 1798. Il a plusieurs commandements en Italie et est attaché à l'armée de Naples aux ordres de Championnet. Au mois de novembre 1798, cette armée quitte les États pontificaux pour se porter en avant. Le 28 novembre, Rusca bat avec deux bataillons une colonne de 14 000 Napolitains à Torre-de-Palma (it), sur l'Adriatique, fait beaucoup de prisonniers, prend 32 pièces de canons et 40 caissons de munitions de guerre ; il fit 300 prisonniers à Monte-Pagano (it), et concourt à la prise de Naples le 23 janvier 1799. En récompense de ses services, il est promu général de division le 5 février 1799.
Quand Macdonald a succédé à Championnet et que la retraite a été ordonnée, Rusca suit le mouvement de l'armée. Il se trouve à la bataille de la Trebia (17 au 19 juin 1799), où il déploie une grande valeur et reçoit deux coups de feu à la jambe gauche. Abandonné à Plaisance avec d'autres généraux blessés, il demeure prisonnier des Autrichiens pendant vingt mois.
Rentré des prisons de l'Autriche, le Premier Consul lui confie le commandement de l'île d'Elbe le 14 décembre 1801, commandement dans lequel l'Empereur le fait remplacer le 28 mai 1805.

### Général de l'Empire
Nommé membre de la Légion d'honneur le 16 octobre 1803 et commandeur de l'ordre le 14 juin 1804, il offre 600 francs pour concourir aux frais de l'armement préparé contre l'Angleterre.
Remis en activité le 28 mars 1809 à l'armée d'Italie, il commande une division dans le Tyrol. Envoyé dans la Carniole contre le marquis de Chasteler, il le rencontre près de Villach et le bat, lui faisant 900 prisonniers et le forçant à une retraite précipitée. Après la paix de Vienne le 14 octobre 1809, l'Empereur le crée baron de l'Empire le 13 mars 1811.
Il reste en disponibilité jusqu'au 20 janvier 1814, époque de sa nomination au commandement de la 2e division de réserve de Paris. Nommé commandant en chef du camp de Soissons le 12 février, Rusca est frappé mortellement le 14 sur les remparts de cette ville lors du premier siège de Soissons. Le 15, les Russes du général Alexandre Tchernychev, qui se sont rendus maîtres de la place, rendent les honneurs funèbres aux restes de ce général.

## Distinctions
- Il fait partie des 558 officiers à avoir son nom gravé sous l'arc de triomphe de l'Étoile.

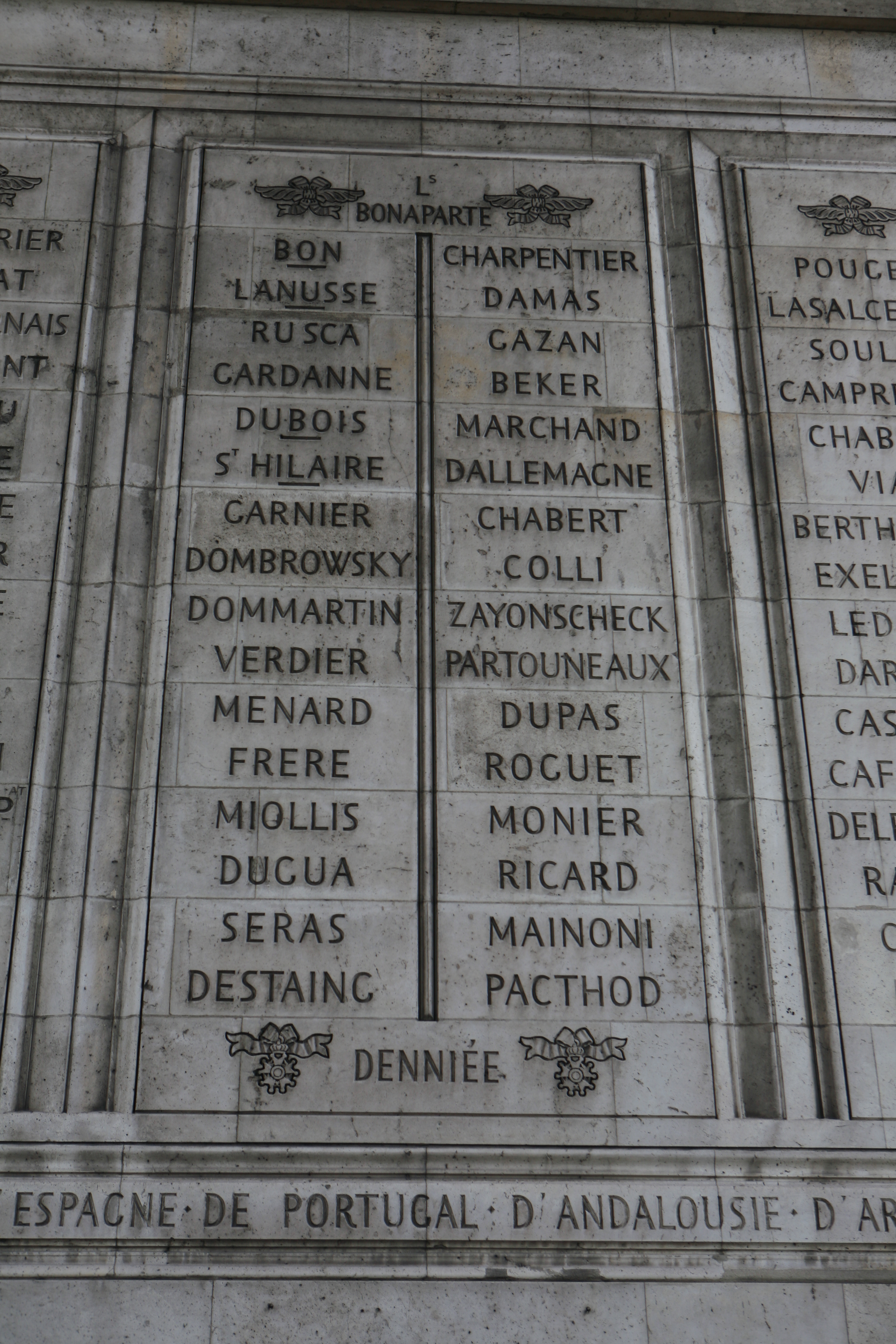
Noms gravés sous l'arc de triomphe de l'Étoile : pilier Sud, 25e et.